# Tirrena-Adriàtica 2012
La Tirrena–Adriàtica 2012 és la 47a edició de la Tirrena-Adriàtica i es disputà entre el 7 i el 13 de març, sent la tercera prova de l'UCI World Tour 2012.
La victòria fou per l'italià Vincenzo Nibali (Liquigas-Cannondale), gràcies al resultat obtingut en la contrarellotge individual final que li serví per retallar les diferències que li duien l'estatunidenc Chris Horner (RadioShack-Nissan) i el txec Roman Kreuziger (Astana Qazaqstan Team), els quals finalitzaren segon i tercer respectivament. Nibali també va guanyar l'etapa reina de la present edició, amb final a Prati di Tivo i el mallot vermell de la classificació per punts.
En les altres classificacions secundàries Wout Poels (Vacansoleil-DCM) guanyà la classificació dels joves, Stefano Pirazzi (Colnago-CSF Inox) la de la muntanya i l'AG2R La Mondiale la classificació per equips.

## Equips
L'organitzador RCS Sport comunicà la llista d'equips convidats el 10 de gener de 2012. 22 equips prenen part a la Tirrena-Adriàtica, els 18 ProTeams i 4 equips continentals professionals :
| Núm.    | Codi | Equip                     |
| ------- | ---- | ------------------------- |
| 1-8     | BMC  | BMC Racing Team           |
| 11-18   | ASA  | Acqua & Sapone            |
| 21-28   | ALM  | AG2R La Mondiale          |
| 31-38   | AST  | Team Astana               |
| 41-48   | COG  | Colnago-CSF Inox          |
| 51-58   | COL  | Colombia-Coldeportes      |
| 61-68   | EUS  | Euskaltel–Euskadi         |
| 71-78   | FAR  | Farnese Vini-Selle Italia |
| 81-88   | FDJ  | FDJ-BigMat                |
| 91-98   | GRM  | Garmin-Barracuda          |
| 101-108 | GEC  | GreenEDGE Cycling Team    |

| Núm.    | Codi | Equip                   |
| ------- | ---- | ----------------------- |
| 111-118 | KAT  | Team Katusha            |
| 121-128 | LAM  | Lampre-ISD              |
| 131-138 | LIQ  | Liquigas-Cannondale     |
| 141-148 | LTB  | Lotto-Belisol           |
| 151-158 | MOV  | Movistar Team           |
| 161-168 | OPQ  | Omega Pharma-Quick Step |
| 171-178 | RAB  | Rabobank ProTeam        |
| 181-188 | RNT  | RadioShack-Nissan       |
| 191-198 | SKY  | Team Sky                |
| 201-208 | SAX  | Team Saxo Bank          |
| 211-218 | VCD  | Vacansoleil-DCM         |

## Favorits
Cadel Evans (BMC Racing Team), vigent campió, és el gran favorit per a la victòria final. Altres pretendents a la victòria són Stefano Garzelli (Acqua & Sapone), Roman Kreuziger (Astana Qazaqstan Team), Fabio Duarte (Colombia-Coldeportes), Thibaut Pinot (FDJ-BigMat), Joaquim Rodríguez (Team Katusha), Michele Scarponi (Lampre-ISD), Vincenzo Nibali (Liquigas-Cannondale), Peter Velits (Omega Pharma-Quick Step) i Chris Anker Sørensen (Team Saxo Bank).
Com a esprintadors destaca la presència de Sacha Modolo (Colnago-CSF Inox), Tyler Farrar (Garmin-Barracuda), Matthew Goss (GreenEDGE), Alessandro Petacchi (Lampre-ISD), André Greipel (Lotto-Belisol), Gerald Ciolek (Omega Pharma-Quick Step), Daniele Bennati (RadioShack-Nissan) i Mark Cavendish (Team Sky).
Alhora hi ha un gran nombre de ciclistes que busquen el seu punt òptim de forma de cara a la temporada de clàssiques: Philippe Gilbert (BMC Racing Team), Filippo Pozzato (Farnese Vini-Selle Italia), Óscar Freire (Team Katusha), Peter Sagan (Liquigas-Cannondale), Jelle Vanendert (Lotto-Belisol), Matti Breschel (Rabobank ProTeam), Fabian Cancellara (RadioShack-Nissan) i Edvald Boasson Hagen (Team Sky).

## Etapes
| Etapa    | Data       | Recorregut                                                | Km   | Vencedor d'etapa           | Líder de la general      |
| -------- | ---------- | --------------------------------------------------------- | ---- | -------------------------- | ------------------------ |
| 1a etapa | 7 de març  | San Vincenzo - Donoratico (CRE)                           | 16,9 | GreenEDGE (AUS)            | Matthew Goss (AUS)       |
| 2a etapa | 8 de març  | San Vincenzo - Indicatore                                 | 230  | Mark Cavendish (GBR)       | Matthew Goss (AUS)       |
| 3a etapa | 9 de març  | Indicatore - Terni                                        | 178  | Edvald Boasson Hagen (NOR) | Matthew Goss (AUS)       |
| 4a etapa | 10 de març | Amelia - Chieti                                           | 252  | Peter Sagan (SVK)          | Christopher Horner (EUA) |
| 5a etapa | 11 de març | Martinsicuro - Prati di Tivo                              | 196  | Vincenzo Nibali (ITA)      | Christopher Horner (EUA) |
| 6a etapa | 12 de març | Offida - Offida                                           | 181  | Joaquim Rodríguez (ESP)    | Christopher Horner (EUA) |
| 7a etapa | 13 de març | San Benedetto del Tronto - San Benedetto del Tronto (CRI) | 9,3  | Fabian Cancellara (SUI)    | Vincenzo Nibali (ITA)    |

### Etapa 1

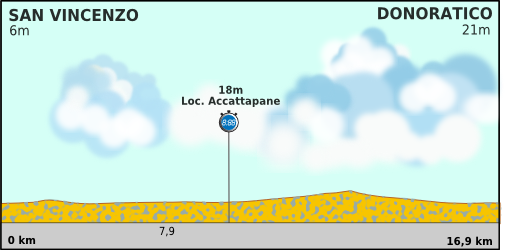
Altimetria de la 1ª etapa

San Vincenzo - Donoratico. 7 de març, 16,9 km (CRE)
L'etapa inicial és una contrarellotge per equips totalment plana que segueix la costa tirrena entre les localitats de San Vincenzo i Donoratico.
|    | Equip                  | Temps   |
| -- | ---------------------- | ------- |
| 1  | GreenEDGE              | 18' 41" |
| 2  | RadioShack-Nissan-Trek | + 17"   |
| 3  | Garmin-Barracuda       | + 17"   |
| 4  | Team Sky               | + 23"   |
| 5  | Astana Qazaqstan Team  | + 30"   |
| 6  | Team Saxo Bank         | + 38"   |
| 7  | Acqua & Sapone         | + 39"   |
| 8  | Team Katusha           | + 40"   |
| 9  | AG2R La Mondiale       | + 43"   |
| 10 | Lotto-Belisol          | + 45"   |

|    | Ciclista                  | Equip                  | Temps   |
| -- | ------------------------- | ---------------------- | ------- |
| 1  | Matthew Goss (AUS)        | GreenEDGE              | 18' 41" |
| 2  | Svein Tuft (CAN)          | GreenEDGE              | + 0"    |
| 3  | Sebastian Langeveld (NED) | GreenEDGE              | + 0"    |
| 4  | Stuart O'Grady (AUS)      | GreenEDGE              | + 0"    |
| 5  | Cameron Meyer (AUS)       | GreenEDGE              | + 0"    |
| 6  | Baden Cooke (AUS)         | GreenEDGE              | + 5"    |
| 7  | Daniele Bennati (ITA)     | RadioShack-Nissan-Trek | + 17"   |
| 8  | Fabian Cancellara (SUI)   | RadioShack-Nissan-Trek | + 17"   |
| 9  | Hayden Roulston (NZL)     | RadioShack-Nissan-Trek | + 17"   |
| 10 | Tony Gallopin (FRA)       | RadioShack-Nissan-Trek | + 17"   |

### Etapa 2

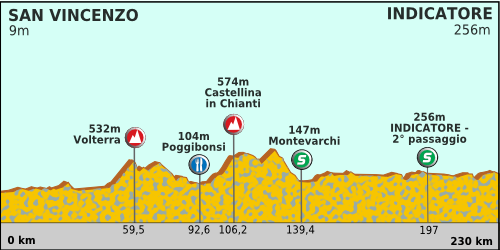
Altimetria de la 2ª etapa

San Vincenzo - Indicatore. 8 de març, 230 km
Etapa que des de la costa de la Toscana ha de dur els ciclistes cap a l'interior de la península Itàlica. Després d'uns primers 50 km més aviat planers, els ciclistes hauran d'afrontar dues petites dificultats muntanyoses, el pas per Volterra (532 m, km 59,5) i Castellina in Chianti (574 m, km 106,2). A partir del km 126 el terreny se suavitza, es troben els dos esprints especials i després de 230 km s'arriba al poblet d'Indicatore.
|    | Ciclista                 | Equip                 | Temps      |
| -- | ------------------------ | --------------------- | ---------- |
| 1  | Mark Cavendish (GBR)     | Team Sky              | 6h 32' 32" |
| 2  | Óscar Freire (ESP)       | Team Katusha          | m.t        |
| 3  | Tyler Farrar (EUA)       | Garmin-Barracuda      | m.t        |
| 4  | Peter Sagan (SVK)        | Liquigas-Cannondale   | m.t        |
| 5  | Sacha Modolo (ITA)       | Colnago-CSF Inox      | m.t        |
| 6  | Kenny van Hummel (NED)   | Vacansoleil-DCM       | m.t        |
| 7  | Danilo Napolitano (ITA)  | Acqua & Sapone        | m.t        |
| 8  | Borut Božič (SVN)        | Astana Qazaqstan Team | m.t        |
| 9  | William Bonnet (FRA)     | FDJ-BigMat            | m.t        |
| 10 | Rubén Pérez Moreno (ESP) | Euskaltel–Euskadi     | m.t        |

|    | Ciclista                   | Equip             | Temps      |
| -- | -------------------------- | ----------------- | ---------- |
| 1  | Matthew Goss (AUS)         | GreenEDGE         | 6h 51' 13" |
| 2  | Stuart O'Grady (AUS)       | GreenEDGE         | m.t        |
| 3  | Sebastian Langeveld (NED)  | GreenEDGE         | m.t        |
| 4  | Cameron Meyer (AUS)        | GreenEDGE         | m.t        |
| 5  | Mark Cavendish (GBR)       | Team Sky          | + 13"      |
| 6  | Tyler Farrar (EUA)         | Garmin-Barracuda  | + 13"      |
| 7  | Daniele Bennati (ITA)      | RadioShack-Nissan | + 17"      |
| 8  | Christopher Horner (EUA)   | RadioShack-Nissan | + 17"      |
| 9  | Fabian Cancellara (SUI)    | RadioShack-Nissan | + 17"      |
| 10 | Ramūnas Navardauskas (LTU) | Garmin-Barracuda  | + 17"      |

### Etapa 3

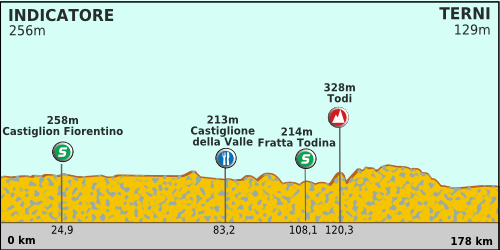
Altimetria de la 3ª etapa

Indicatore - Terni. 9 de març, 178 km
Nova etapa plana, amb una sola dificultat muntanyosa, el pas per Todi, al km 120,3, que obre pas a un terreny una mica més complicat durant uns 30 km, per acabar afrontant els darrers 20 km gairebé plans.
|     | Ciclista                   | Equip                     | Temps      |
| --- | -------------------------- | ------------------------- | ---------- |
| 1   | Edvald Boasson Hagen (NOR) | Team Sky                  | 6h 51' 13" |
| 2   | André Greipel (GER)        | Lotto-Belisol             | m.t        |
| 3   | Peter Sagan (SVK)          | Liquigas-Cannondale       | m.t        |
| 4   | Tyler Farrar (EUA)         | Garmin-Barracuda          | m.t        |
| 5   | Manuel Beletti (ITA)       | AG2R La Mondiale          | m.t        |
| 6   | Matthew Goss (AUS)         | GreenEDGE                 | m.t        |
| 7   | Kenny Van Hummel (NED)     | Vacansoleil-DCM           | m.t        |
| ! 8 | Francisco Ventoso (ESP)    | Movistar Team             | m.t        |
| 9   | Elia Favilli (ITA)         | Farnese Vini-Selle Italia | m.t        |
| 10  | Wout Poels (NED)           | Vacansoleil-DCM           | + 3"       |

|    | Ciclista                   | Equip             | Temps            |
| -- | -------------------------- | ----------------- | ---------------- |
| 1  | Matthew Goss (AUS)         | GreenEDGE         | 11 h 36 min 44 s |
| 2  | Stuart O'Grady (AUS)       | GreenEDGE         | + 3"             |
| 3  | Cameron Meyer (AUS)        | GreenEDGE         | + 3"             |
| 4  | Sebastian Langeveld (NED)  | GreenEDGE         | + 3"             |
| 5  | Tyler Farrar (EUA)         | Garmin-Barracuda  | + 13"            |
| 6  | Edvald Boasson Hagen (NOR) | Team Sky          | + 13"            |
| 7  | Mark Cavendish (GBR)       | Team Sky          | + 14"            |
| 8  | Christopher Horner (EUA)   | RadioShack-Nissan | + 20"            |
| 9  | Daniele Bennati (ITA)      | RadioShack-Nissan | + 20"            |
| 10 | Fabian Cancellara (SUI)    | RadioShack-Nissan | + 20"            |

### Etapa 4

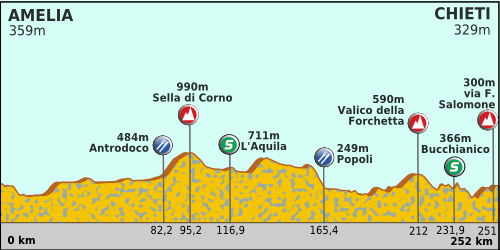
Altimetria de la 4ª etapa

Amelia - Chieti. 10 de març, 252 km
Etapa més llarga de la present edició, amb 252 km, i en què els ciclistes hauran de superar fins a tres dificultats muntanyoses: la Sella di Corno (990 m, km 105,2), el passo Lanciano (1.310 m, km 203,7) i la darrera d'elles, ja als carrers de Chieti, a manca d'1 km per a l'arribada, amb un desnivell mitjà superior al 12% i rampes màximes del 19% durant el poc més d'un km que té aquesta darrer port del dia.
|    | Ciclista                | Equip                 | Temps      |
| -- | ----------------------- | --------------------- | ---------- |
| 1  | Peter Sagan (SVK)       | Liquigas-Cannondale   | 7h 24' 50" |
| 2  | Roman Kreuziger (CZE)   | Astana Qazaqstan Team | m. t.      |
| 3  | Vincenzo Nibali (ITA)   | Liquigas-Cannondale   | m. t.      |
| 4  | Danilo Di Luca (ITA)    | Acqua & Sapone        | m. t.      |
| 5  | Chris Horner (EUA)      | RadioShack-Nissan     | m. t.      |
| 6  | Johnny Hoogerland (NED) | Vacansoleil-DCM       | + 8"       |
| 7  | Rinaldo Nocentini (ITA) | AG2R La Mondiale      | + 10"      |
| 8  | Cadel Evans (AUS)       | BMC Racing Team       | + 12"      |
| 9  | Michele Scarponi (ITA)  | Lampre-ISD            | + 12"      |
| 10 | Joaquim Rodríguez (ESP) | Team Katusha          | + 12"      |

|    | Ciclista                | Equip                 | Temps       |
| -- | ----------------------- | --------------------- | ----------- |
| 1  | Chris Horner (EUA)      | RadioShack-Nissan     | 19h 01' 54" |
| 2  | Roman Kreuziger (CZE)   | Astana Qazaqstan Team | + 7"        |
| 3  | Cameron Meyer (AUS)     | GreenEDGE             | + 13"       |
| 4  | Peter Sagan (SVK)       | Liquigas-Cannondale   | + 21"       |
| 5  | Danilo Di Luca (ITA)    | Acqua & Sapone        | + 22"       |
| 6  | Fabian Cancellara (SUI) | RadioShack-Nissan     | + 30"       |
| 7  | Paolo Tiralongo (ITA)   | Astana Qazaqstan Team | + 32"       |
| 8  | Vincenzo Nibali (ITA)   | Liquigas-Cannondale   | + 34"       |
| 9  | Joaquim Rodríguez (ESP) | Team Katusha          | + 35"       |
| 10 | Rinaldo Nocentini (ITA) | AG2R La Mondiale      | + 36"       |

### Etapa 5

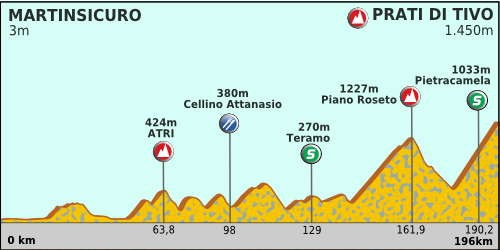
Altimetria de la 5ª etapa

Martinsicuro - Prati di Tivo. 11 de març, 196 km
Etapa reina de la present edició, amb tres ports de muntanya per superar, el darrer d'ells m'arribada, i un terreny molt accidentat durant bona part de l'etapa. La primera de les dificultats, el port d'Atri es troba en la primera part de l'etapa (424 m, km 63,8). A partir d'aquí comença un terreny força accidentat, però sense cap cota puntuable, fins a arribar als darrers 50 km d'etapa, quan hauran de superar les dues principals dificultats de tota la cursa, el Piano Roseto (1.231 m, km 161,9), de quasi mil metres de desnivell en uns vint quilòmetres, i l'arribada a l'estació hivernal de Prati di Tivo, amb mil metres més de desnivell en 14,5 km.
|    | Ciclista                 | Equip                 | Temps      |
| -- | ------------------------ | --------------------- | ---------- |
| 1  | Vincenzo Nibali (ITA)    | Liquigas-Cannondale   | 5h 46' 33" |
| 2  | Roman Kreuziger (CZE)    | Astana Qazaqstan Team | + 16"      |
| 3  | Chris Horner (EUA)       | RadioShack-Nissan     | + 16"      |
| 4  | Johnny Hoogerland (NED)  | Vacansoleil-DCM       | + 18"      |
| 5  | Michele Scarponi (ITA)   | Lampre-ISD            | + 18"      |
| 6  | Domenico Pozzovivo (ITA) | Colnago-CSF Inox      | + 18"      |
| 7  | Rinaldo Nocentini (ITA)  | AG2R La Mondiale      | + 23"      |
| 8  | Joaquim Rodríguez (ESP)  | Team Katusha          | + 37"      |
| 9  | Christophe Riblon (FRA)  | AG2R La Mondiale      | + 37"      |
| 10 | Wout Poels (NED)         | Vacansoleil-DCM       | + 53"      |

|    | Ciclista                 | Equip                 | Temps       |
| -- | ------------------------ | --------------------- | ----------- |
| 1  | Chris Horner (EUA)       | RadioShack-Nissan     | 24h 48' 39" |
| 2  | Roman Kreuziger (CZE)    | Astana Qazaqstan Team | + 5"        |
| 3  | Vincenzo Nibali (ITA)    | Liquigas-Cannondale   | + 12"       |
| 4  | Rinaldo Nocentini (ITA)  | AG2R La Mondiale      | + 45"       |
| 5  | Michele Scarponi (ITA)   | Lampre-ISD            | + 47"       |
| 6  | Johnny Hoogerland (NED)  | Vacansoleil-DCM       | + 48"       |
| 7  | Joaquim Rodríguez (ESP)  | Team Katusha          | + 1' 00"    |
| 8  | Christophe Riblon (FRA)  | AG2R La Mondiale      | + 1' 10"    |
| 9  | Domenico Pozzovivo (ITA) | Colnago-CSF Inox      | + 1' 17"    |
| 10 | Cameron Meyer (AUS)      | GreenEDGE             | + 1' 23"    |

### Etapa 6

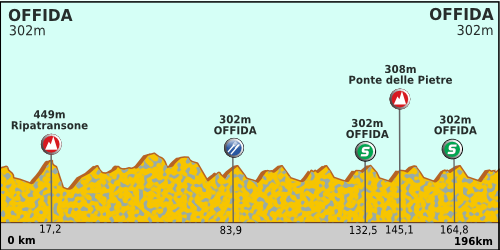
Altimetria de la 6ª etapa

Offida - Offida. 12 de març, 181 km
Etapa pels voltants d'Offida, amb un terreny amb contínues pujades i baixades. Després d'una volta d'uns 80 km pels voltants de la ciutat en què passaran per la cota de Ripatransone (449 m, km 17,2), els ciclistes hauran de fer 6 voltes a un circuit de 16,2 km en el que trobaran la segona de les cotes puntuables, tot i que sols ho farà en el quart pas. La cota, de poc més de 2,4 km té un desnivell mitjà del 7,1% i es troba a 3,8 km de l'arribada final.
|    | Ciclista                | Equip                     | Temps      |
| -- | ----------------------- | ------------------------- | ---------- |
| 1  | Joaquim Rodríguez (ESP) | Team Katusha              | 4h 38' 27" |
| 2  | Vincenzo Nibali (ITA)   | Liquigas                  | m. t.      |
| 3  | Danilo Di Luca (ITA)    | Acqua & Sapone            | m. t.      |
| 4  | Chris Horner (EUA)      | RadioShack-Nissan         | m. t.      |
| 5  | Rinaldo Nocentini (ITA) | AG2R La Mondiale          | m. t.      |
| 6  | Wout Poels (NED)        | Vacansoleil-DCM           | m. t.      |
| 7  | Roman Kreuziger (CZE)   | Astana Qazaqstan Team     | m. t.      |
| 8  | Oscar Gatto (ITA)       | Farnese Vini-Selle Italia | m. t.      |
| 9  | Michele Scarponi (ITA)  | Lampre-ISD                | m. t.      |
| 10 | Johnny Hoogerland (NED) | Vacansoleil-DCM           | m. t.      |

|    | Ciclista                 | Equip                 | Temps       |
| -- | ------------------------ | --------------------- | ----------- |
| 1  | Chris Horner (EUA)       | RadioShack-Nissan     | 29h 27' 06" |
| 2  | Roman Kreuziger (CZE)    | Astana Qazaqstan Team | + 5"        |
| 3  | Vincenzo Nibali (ITA)    | Liquigas-Cannondale   | + 6"        |
| 4  | Rinaldo Nocentini (ITA)  | AG2R La Mondiale      | + 45"       |
| 5  | Michele Scarponi (ITA)   | Lampre-ISD            | + 47"       |
| 6  | Johnny Hoogerland (NED)  | Vacansoleil-DCM       | + 48"       |
| 7  | Joaquim Rodríguez (ESP)  | Team Katusha          | + 50"       |
| 8  | Christophe Riblon (FRA)  | AG2R La Mondiale      | + 1' 15"    |
| 9  | Danilo Di Luca (ITA)     | Acqua & Sapone        | + 1' 21"    |
| 10 | Domenico Pozzovivo (ITA) | Colnago-CSF Inox      | + 1' 22"    |

### Etapa 7

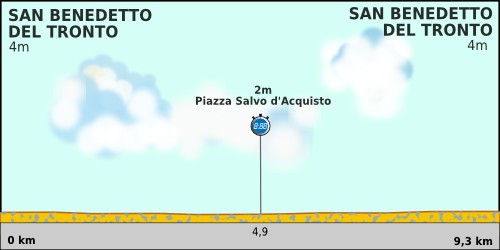
Altimetria de la 7ª etapa

San Benedetto del Tronto - San Benedetto del Tronto. 13 de març, 9,3 km (CRI)
Contrarellotge individual totalment plana pel passeig marítim de San Benedetto del Tronto per acabar la cursa i decidir les posicions finals en la classificació general.
|    | Ciclista                | Equip                   | Temps   |
| -- | ----------------------- | ----------------------- | ------- |
| 1  | Fabian Cancellara (SUI) | RadioShack-Nissan       | 10' 36" |
| 2  | Daniele Bennati (ITA)   | RadioShack-Nissan       | + 12"   |
| 3  | Cameron Meyer (AUS)     | GreenEDGE               | + 16"   |
| 4  | Svein Tuft (CAN)        | GreenEDGE               | + 16"   |
| 5  | Manuele Boaro (ITA)     | Team Saxo Bank          | + 16"   |
| 6  | Hayden Roulston (NZL)   | RadioShack-Nissan       | + 17"   |
| 7  | Ian Stannard (GBR)      | Team Sky                | + 18"   |
| 8  | Peter Velits (SVK)      | Omega Pharma-Quick Step | + 20"   |
| 9  | Vincenzo Nibali (ITA)   | Liquigas-Cannondale     | + 20"   |
| 10 | Marco Pinotti (ITA)     | BMC Racing Team         | + 21"   |

|    | Ciclista                | Equip                 | Temps       |
| -- | ----------------------- | --------------------- | ----------- |
| 1  | Vincenzo Nibali (ITA)   | Liquigas-Cannondale   | 29h 38' 08" |
| 2  | Chris Horner (EUA)      | RadioShack-Nissan     | + 14"       |
| 3  | Roman Kreuziger (CZE)   | Astana Qazaqstan Team | + 26"       |
| 4  | Rinaldo Nocentini (ITA) | AG2R La Mondiale      | + 53"       |
| 5  | Johnny Hoogerland (NED) | Vacansoleil-DCM       | + 1' 00"    |
| 6  | Joaquim Rodríguez (ESP) | Team Katusha          | + 1' 16"    |
| 7  | Michele Scarponi (ITA)  | Lampre-ISD            | + 1' 16"    |
| 8  | Wout Poels (NED)        | Vacansoleil-DCM       | + 1' 25"    |
| 9  | Christophe Riblon (FRA) | AG2R La Mondiale      | + 1' 31"    |
| 10 | Cameron Meyer (AUS)     | GreenEDGE             | + 1' 33"    |

## Classificacions finals

### Classificació general
|    | Ciclista                | Equip                 | Temps       |
| -- | ----------------------- | --------------------- | ----------- |
| 1  | Vincenzo Nibali (ITA)   | Liquigas-Cannondale   | 29h 38' 08" |
| 2  | Chris Horner (EUA)      | RadioShack-Nissan     | + 14"       |
| 3  | Roman Kreuziger (CZE)   | Astana Qazaqstan Team | + 26"       |
| 4  | Rinaldo Nocentini (ITA) | AG2R La Mondiale      | + 53"       |
| 5  | Johnny Hoogerland (NED) | Vacansoleil-DCM       | + 1' 00"    |
| 6  | Joaquim Rodríguez (ESP) | Team Katusha          | + 1' 16"    |
| 7  | Michele Scarponi (ITA)  | Lampre-ISD            | + 1' 16"    |
| 8  | Wout Poels (NED)        | Vacansoleil-DCM       | + 1' 25"    |
| 9  | Christophe Riblon (FRA) | AG2R La Mondiale      | + 1' 31"    |
| 10 | Cameron Meyer (AUS)     | GreenEDGE             | + 1' 33"    |

|   | Ciclista              | Equip                 | Punts |
| - | --------------------- | --------------------- | ----- |
| 1 | Vincenzo Nibali (ITA) | Liquigas-Cannondale   | 22    |
| 2 | Peter Sagan (SVK)     | Liquigas-Cannondale   | 27    |
| 3 | Roman Kreuziger (CZE) | Astana Qazaqstan Team | 24    |

|   | Ciclista               | Equip             | Punts |
| - | ---------------------- | ----------------- | ----- |
| 1 | Stefano Pirazzi (ITA)  | Colnago-CSF Inox  | 24    |
| 2 | Egoi Martínez (ESP)    | Euskaltel–Euskadi | 9     |
| 3 | Kristof Goddaert (BEL) | AG2R La Mondiale  | 7     |

|   | Ciclista              | Equip                 | Punts |
| - | --------------------- | --------------------- | ----- |
| 1 | Vincenzo Nibali (ITA) | Liquigas-Cannondale   | 22    |
| 2 | Peter Sagan (SVK)     | Liquigas-Cannondale   | 27    |
| 3 | Roman Kreuziger (CZE) | Astana Qazaqstan Team | 24    |

|   | Ciclista               | Equip             | Punts |
| - | ---------------------- | ----------------- | ----- |
| 1 | Stefano Pirazzi (ITA)  | Colnago-CSF Inox  | 24    |
| 2 | Egoi Martínez (ESP)    | Euskaltel–Euskadi | 9     |
| 3 | Kristof Goddaert (BEL) | AG2R La Mondiale  | 7     |

|   | Ciclista            | Equip             | Temps       |
| - | ------------------- | ----------------- | ----------- |
| 1 | Wout Poels (NED)    | Vacansoleil-DCM   | 29h 39' 33" |
| 2 | Cameron Meyer (AUS) | GreenEDGE         | + 8"        |
| 3 | Jon Izaguirre (ESP) | Euskaltel–Euskadi | + 1' 36"    |

|   | Equip                 | Temps       |
| - | --------------------- | ----------- |
| 1 | AG2R La Mondiale      | 88h 22' 03" |
| 2 | Team Katusha          | + 39"       |
| 3 | Astana Qazaqstan Team | + 53"       |

|   | Ciclista            | Equip             | Temps       |
| - | ------------------- | ----------------- | ----------- |
| 1 | Wout Poels (NED)    | Vacansoleil-DCM   | 29h 39' 33" |
| 2 | Cameron Meyer (AUS) | GreenEDGE         | + 8"        |
| 3 | Jon Izaguirre (ESP) | Euskaltel–Euskadi | + 1' 36"    |

|   | Equip                 | Temps       |
| - | --------------------- | ----------- |
| 1 | AG2R La Mondiale      | 88h 22' 03" |
| 2 | Team Katusha          | + 39"       |
| 3 | Astana Qazaqstan Team | + 53"       |

### UCI World Tour
La Tirrena-Adriàtica atorga punts per l'UCI World Tour 2012 sols als ciclistes dels equips de categoria ProTeam.
| Posició               | 1r  | 2n | 3r | 4t | 5è | 6è | 7è | 8è | 9è | 10è |
| Classificació general | 100 | 80 | 70 | 60 | 50 | 40 | 30 | 20 | 10 | 4   |
| Per etapa             | 6   | 4  | 2  | 1  | 1  |    |    |    |    |     |

| #  | Ciclista           | Equip                 | Punts |
| -- | ------------------ | --------------------- | ----- |
| 1  | Vincenzo Nibali    | Liquigas-Cannondale   | 112   |
| 2  | Christopher Horner | RadioShack-Nissan     | 84    |
| 3  | Roman Kreuziger    | Astana Qazaqstan Team | 78    |
| 4  | Rinaldo Nocentini  | AG2R La Mondiale      | 61    |
| 5  | Johnny Hoogerland  | Vacansoleil-DCM       | 51    |
| 6  | Joaquim Rodríguez  | Team Katusha          | 46    |
| 7  | Michele Scarponi   | Lampre-ISD            | 31    |
| 8  | Wout Poels         | Vacansoleil-DCM       | 20    |
| 9  | Christophe Riblon  | AG2R La Mondiale      | 10    |
| 10 | Peter Sagan        | Liquigas-Cannondale   | 9     |

| Classificats de l'11 al 21 | Classificats de l'11 al 21 | Classificats de l'11 al 21 | Classificats de l'11 al 21 |
| -------------------------- | -------------------------- | -------------------------- | -------------------------- |
| 11                         | Edvald Boasson Hagen       | Team Sky                   | 6                          |
| 11                         | Fabian Cancellara          | RadioShack-Nissan          | 6                          |
| 11                         | Mark Cavendish             | Team Sky                   | 6                          |
| 11                         | Cameron Meyer              | GreenEDGE                  | 6                          |
| 15                         | Daniele Bennati            | RadioShack-Nissan          | 4                          |
| 15                         | André Greipel              | Lotto-Belisol              | 4                          |
| 15                         | Óscar Freire               | Team Katusha               | 4                          |
| 18                         | Tyler Farrar               | Garmin-Barracuda           | 3                          |
| 19                         | Manuel Belletti            | AG2R La Mondiale           | 1                          |
| 19                         | Manuele Boaro              | Team Saxo Bank             | 1                          |
| 19                         | Svein Tuft                 | GreenEDGE                  | 1                          |

## Evolució de les classificacions
| Etapa (vencedor)                | Classificació general | Classificació per punts | Classificació de la muntanya | Classificació dels joves | Classificació per equips |
| ------------------------------- | --------------------- | ----------------------- | ---------------------------- | ------------------------ | ------------------------ |
| 1a etapa (GreenEDGE)            | Matthew Goss          | No atorgat              | No atorgat                   | Cameron Meyer            | GreenEDGE                |
| 2a etapa (Mark Cavendish)       | Matthew Goss          | Mark Cavendish          | Stefano Pirazzi              | Cameron Meyer            | GreenEDGE                |
| 3a etapa (Edvald Boasson Hagen) | Matthew Goss          | Mark Cavendish          | Stefano Pirazzi              | Cameron Meyer            | GreenEDGE                |
| 4a etapa (Peter Sagan)          | Chris Horner          | Peter Sagan             | Stefano Pirazzi              | Cameron Meyer            | Astana Qazaqstan Team    |
| 5a etapa (Vincenzo Nibali)      | Chris Horner          | Peter Sagan             | Stefano Pirazzi              | Cameron Meyer            | Team Katusha             |
| 6a etapa (Joaquim Rodríguez)    | Chris Horner          | Vincenzo Nibali         | Stefano Pirazzi              | Wout Poels               | Team Katusha             |
| 7a etapa (Fabian Cancellara)    | Vincenzo Nibali       | Vincenzo Nibali         | Stefano Pirazzi              | Wout Poels               | AG2R La Mondiale         |
| Classificació final             | Vincenzo Nibali       | Vincenzo Nibali         | Stefano Pirazzi              | Wout Poels               | AG2R La Mondiale         |